# Джон Маршал из Хингэма
Джон III Маршал (англ. John Marshal; около 1170 — 1235) — английский аристократ, маршал Ирландии с 1207, феодальный барон Хингхэма (Хокеринга), шериф Хэмпшира в 1217, незаконнорожденный сын Джона II Маршала и Алисы де Кольвиль. Его отец погиб во время мятежа будущего короля Англии Иоанна Безземельного, после чего Джон воспитывался своим дядей, Уильямом Маршалом, 1-м графом Пембруком. Он сделал карьеру благодаря как влиянию дяди при английском дворе, так и расположению Иоанна Безземельного, верность которому сохранил во время Первой баронской войны. После смерти короля был одним из военачальников в битве при Линкольне и морской битве при Сэндвиче, которыми закончилась война. В награду за верность Джон получил ряд владений и должностей. После смерти Уильяма Маршала Джон был близким союзником его сына, Уильяма II Маршала, 2-го графа Пембрука, после смерти которого был исполнителем его завещания. 

## Происхождение
Джон происходил из англо-нормандского рода Маршалов. Первым достоверно известным представителем семьи является Гилберт (умер до 1130), который, согласно «Истории Уильяма Маршала», был сыном или зятем Гилберта Жиффара. Последний переселился из Нормандии в Англию или во время Нормандского завоевания, или вскоре после него, и, согласно Книге Страшного суда (1086 год), имел владения в будущем графстве Уилтшир на западе королевства. «Constitutio Domus Regis» называет Гилберта главным маршалом королевского двора Генриха I. Имя его жены неизвестно, возможно, она была наследницей Уильяма Фиц-Ожера. У Гилберта известно двое сыновей: младший, Уильям Жиффар (умер после 1166), в 1141—1142 годах был канцлером королевы Матильды, а старший, Джон Фиц-Гилберт (умер в 1165), унаследовал от отца должность маршала. Джон принимал участие в гражданской войне в Англии (сначала на стороне Стефана Блуасского, затем на стороне Матильды), благодаря чему получил ряд владений. Во время правления Генриха II Джон сохранил большую часть своих приобретений, а должность главного маршала стала наследственной в его семье; именно от неё возникло родовое прозвание — Маршал. Позже Джон попал в опалу и не играл серьёзной роли в английской политике, однако в 1164 году он начал тяжбу против архиепископа Кентерберийского Томаса Беккета, которой воспользовался король, чтобы изгнать архиепископа из Англии.
От брака с Сибилой, происходившей из англо-нормандского рода с богатыми владениями в Уилтшире, родились четыре сына и три дочери. Одним из этих сыновей был Уильям I Маршал (около 1146/1147 — 14 мая 1219) — знаменитый английский рыцарь, который прославился многочисленными победами на рыцарских турнирах. Он верно служил нескольким королям Англии и в награду за это получил руку богатой наследницы Изабеллы де Клер, 4-й графини Пембрук, дочери Ричарда Стронгбоу, графа Пембрука, а с ней — обширные владения и титул графа Пембрука.
Отцом Джона был Джон II Маршал, старший из сыновей Джона Фиц-Гилберта и Сибиллы. Он стал наследником владений отца, а также занял ставшую наследной должность маршала королевского двора, которую сохранял до своей смерти. Джон был сенешалем принца Джона (будущего короля Иоанна Безземельного), оказавшись среди тех, кто открыто поддержал его мятеж после пленения короля Ричарда I Львиное Сердце, во время которого получил тяжёлую рану, от которой и умер в марте 1194 года.
Матерью Джона была Алиса де Кольвиль, жена землевладельца из Сассекса Уильяма де Кольвиля, ставшая любовницей Джона II, законнорожденных детей не имевшего.

## Биография
Вероятно, Джон родился около 1170 года. Он был признан отцом и воспитывался в его доме, а после смерти отца в 1194 году — в доме дяди, Уильяма Маршала, 1-го графа Пембрука. В 1197 году он сопровождал дядю в его поездке во Фландрию, а в 1198 — в Нормандию.
После того как его дядя поддержал восхождения на престол Иоанна Безземельного, заняв важное место при королевском дворе, награду получил не только он, но и его родственники. В результате около 1200 года Джон получил опеку над богатой наследницей Эвелин де Ри из Норфолка, на которой женился. Дальнейшие успехи Джона при английском дворе во время правления Иоанна Безземельного, вероятно, связаны не только с положением его дяди, но и с тем, что его отец был сенешалем короля Иоанна в бытность того графом Мортеном. Вероятно, что именно из-за этого после отстранения в 1205 году Уильяма Маршала от двора Джон сохранил своё положение, продолжая накапливать награды и пользуясь королевской благосклонностью. В 1203 году он был кастеляном Фалезского замка, борясь с наступлением французского короля Филиппа II Августа в Нормандии, а чуть позже получил земли в нормандском графстве Эврё. В начале 1204 года он вернулся в Англию, а в апреле того же года был послан королём в Ленстер, исполняя обязанности сенешаля Ирландии. Эту должность он занимал и в 1205 году. Возможно, что Джон был в Ирландии и в феврале 1207 года, когда туда прибыл его дядя.
Осенью 1207 года Джон в сопровождении дяди прибыл в Англию, где король наградил его владениями в Англии, а также 12 ноября назначил на должность маршала в Ирландии, ставшую наследственной. В качестве маршала он получал ежегодную ренту в 25 марок. Несмотря на отставку дяди, он оставался при королевском дворе до 1210 года, когда стал банеретом королевской армии, отправившейся в Ирландию. Возможно, что его присутствие при дворе позволяло его дяде получать информацию о происходившем там. И после того как в мае 1213 году Уильям Маршал был возвращён ко двору, то Джон быстро стал его лейтенантом. 
В начавшейся Первой баронской войне Джон, как и его дядя, сохранял верность королю. 10 июня 1213 года он был кастеляном замков Уинчёрч и Скрувард в Шропшире, 24 января 1214 года был администратором Линкольншира и его побережий. Также он бы назначен командующим в Валлийских марках. 25 июня Джон был назначен опекуном графств Норфолк и Саффолк с замками Норвич и Оксфорд, но 24—28 июля сдал их, получив взамен несколько ключевых графств (Сомерсет, Вустершир и Дорсет) с замками Шерборн и Дорчестер. В этой области было сильно влияние его дяди, Уильяма Маршала. В то же время он отказался от управления Линкольнширом. 
В сентябре 1215 года Джон был одним из королевских послов к папе римскому в Рим, в Англию он вернулся незадолго до нового года. Позже он сопровождал короля во время его северного похода, а в октябре 1216 года присутствовал у смертного одра Иоанна Безземельного и коронации 28 октября в Вустере его наследника, Генриха III.
В марте 1217 года Джон был назначен шерифом Хэмпшира и кастеляном замка Девизес в Западной Англии, где совместно с Уильямом I Ложеспе, графом Солсбери, удерживали обширную территорию графства Уилтшир. В мае 1217 года он был знаменосцем дяди в битве при Линкольне, закончившейся разгромом армии французов и мятежных английских баронов. Во время неё он был эмиссаром дяди, призывая осаждающую замок англо-французскую армию сдаться. Также он вместе с Филиппом д’Обиньи был одним из командиров в морской битве при Сэндвиче, закончившейся разгромом французского флота, после которой начались мирные переговоры.
За свои заслуги Джон получил огромные награды. В ноябре 1217 года он получил должность главного судьи лесов, занимая её до февраля 1221 года. В 1217—1218 годах он управлял графством Девон и островом Уайт. В 1218 году он был судьёй лесов в северном Мидлендсе, а в 1221 году был судьёй Линкольншира, Ноттингемшира и Дерби.
После смерти дяди Джон оказался в тесном политическом союзе с его сыном, Уильямом II Маршалом, 2-м графом Пембруком, который называл его «своим любимым кузеном». Сразу после смерти отца Уильям II использовал печать Джона, пока не вырезал свою.
Ирландские интересы Уильяма II Маршала заставляли Джона часто бывать в Ирландии, выступая там судьёй как от имени короля, так и от имени двоюродного брата. В 1223—1224 годах он был хранителем баронии Ласи в Ольстере. Летом 1225 года он был отправлен послом во Францию, а в январе 1226 года выступал от имени короля против папского нунция Оттона. В июне 1230 года Джон был комиссаром по сбору армий Норфолка и Саффолка.
После смерти в 1231 году Уильяма II Маршала Джон был главным исполнителем его завещания, а также был назначен кастеляном, чтобы удерживать Пембрукшир, пока не будет подтверждена преемственность Ричарда Маршала, 3-го графа Пембрука, младшего брата бездетного Уильяма. Вступления Ричарда в наследство положило конец союзу Джона с графами Пембрука, хотя ему и приходилось часто выступать в качестве исполнителя завещания Уильяма. Он не поддержал восстание Ричарда Маршала против короля в 1233—1234, а в 1234—1235 годах часто бывал при королевском дворе.
Джон умер в 1235 году между февралём и 27 июнем 1235 года, когда его наследник, Джон IV, принёс оммаж за поместье Хазелби в Сомерсете, считавшимся главным во владениях Джона.
Джон Маршал сделал много пожертвований разным монастырям, в частности, монастырю Лаффилд, который располагался неподалёку от его поместья Нортон в Нортгемптоншире, и монастырю Уолсингем, который находился недалеко от его поместий в Норфолке. Кроме того, как и его дядя Джон покровительствовал ордену Тамплиеров.
Вдова Джона, Алиса (Эвелин) де Ри, наследница баронии Хингэм (Хокеринг) в Восточной Англии, надолго пережила мужа. Он умерла около 1267 года в возрасте более чем 90 лет. Старший из сыновей Джона, Джон IV, умер рано, не оставив детей. Второй сын, Уильям Маршал из Нортона, погиб во время Второй баронской войны, поэтому наследником всех баронии Хингэм после смерти Алисы стал малолетний сын Джон V Маршал, сын Уильяма.

## Брак и дети
Жена: с около 1200 Алиса (Эвелин) де Ри (умерла около 1267), дочь Хьюберта IV де Ри из Хингэма. Дети:
- Джон IV Маршал (умер 1242), маршал Ирландии, граф Уорик (по праву жены) в 1242[7].
- Уильям Маршал из Нортона (умер около 1245)[7].
- Алиса Маршал (умерла до 1272); муж: N де Кару[7].